# Youcat
Youcat, scritto anche YOUCAT, abbreviazione di Catechismo della Chiesa Cattolica per i Giovani, è un'opera del 2011 che si propone di fornire un sussidio alle giovani generazioni per la comprensione del Catechismo della Chiesa cattolica.
Il libro espone una sintesi della dottrina cristiana sotto forma di domande e risposte (come il più antico Catechismo di san Pio X) e, fin dalle prime edizioni, è stato tradotto in 25 lingue, tra cui arabo e cinese. Nel 2017 era stato tradotto in 72 lingue. L'opera è stata venduta in più di 5 milioni di copie nel mondo.
Youcat è basato sul Catechismo della Chiesa Cattolica e sul Compendio del Catechismo della Chiesa Cattolica (nell'edizione del 2005). Il catechismo è pubblicato in italiano dalle Edizioni San Paolo, consta di 304 pagine ed è suddiviso in quattro capitoli con 527 domande e risposte.

## Contenuto
Il Catechismo dei Giovani è diviso in quattro sezioni: Fede, Sacramenti, Vita cristiana e Preghiera. La suddivisione segue quella del Compendio del Catechismo e del Catechismo della Chiesa Cattolica.
Il testo è corredato da citazioni della Bibbia, di santi e autori famosi del mondo cristiano, che sono disposte nelle colonne a margine ed hanno lo scopo di aiutare a comprendere gli articoli di fede. Youcat è illustrato da opere dell'iconografia cristiana, fotografie e figure stilizzate, che possono essere visualizzate anche come un libro sfogliabile sul bordo destro.

## Edizioni
La prefazione è stata curata da papa Benedetto XVI, mentre il testo è stata redatto dal cardinale Christoph Schönborn con la collaborazione di una équipe di teologi e di alcuni giovani. Circa 700.000 copie di Youcat sono state distribuite in tredici lingue diverse per conto del Papa durante la Giornata mondiale della gioventù del 2011 a Madrid.
L'edizione del 24 gennaio 2024 è introdotta da una prefazione di papa Francesco.
L'edizione inglese e francese sono corredate da un libro di preghiere per i giovani, da un manuale di preparazione alla Cresima rivolto ai cresimandi e da una guida per i catechisti sempre in merito a tale sacramento

## Errori
In alcune traduzioni di YOUCAT, come quella italiana, francese e ispanica, sono stati rinvenuti degli "errori" che deviano dalla posizione ufficiale del Magistero della Chiesa cattolica su questioni etiche importanti come eutanasia e contraccezione. Il Vaticano ha anticipato che tali errori sarebbero stati corretti nelle successive edizioni.